# Abborrtjärnen (Älvdalens socken, Dalarna, 681598-136541)
Abborrtjärnen är en sjö i Älvdalens kommun i Dalarna och ingår i Dalälvens huvudavrinningsområde.